# 阿奇 (玻利瓦省)
阿奇是哥倫比亞的城鎮，位於該國北部考卡河左岸，由玻利瓦省負責管轄，始建於1817年，面積1,471平方公里，海拔高度20米，2005年人口19,629，人口密度每平方公里13.34人。

## 外部連結
- （西班牙文） Achí official website
- （西班牙文） Camara comercio de Magangué - Achí
- （西班牙文） Secretaria de Educacion de Bolivar - Achí

8°34′N 74°33′W / 8.567°N 74.550°W